# Cellaria malvinensis
Cellaria malvinensis är en mossdjursart som först beskrevs av Busk 1852.  Cellaria malvinensis ingår i släktet Cellaria och familjen Cellariidae. Inga underarter finns listade i Catalogue of Life.